# 't Woudt

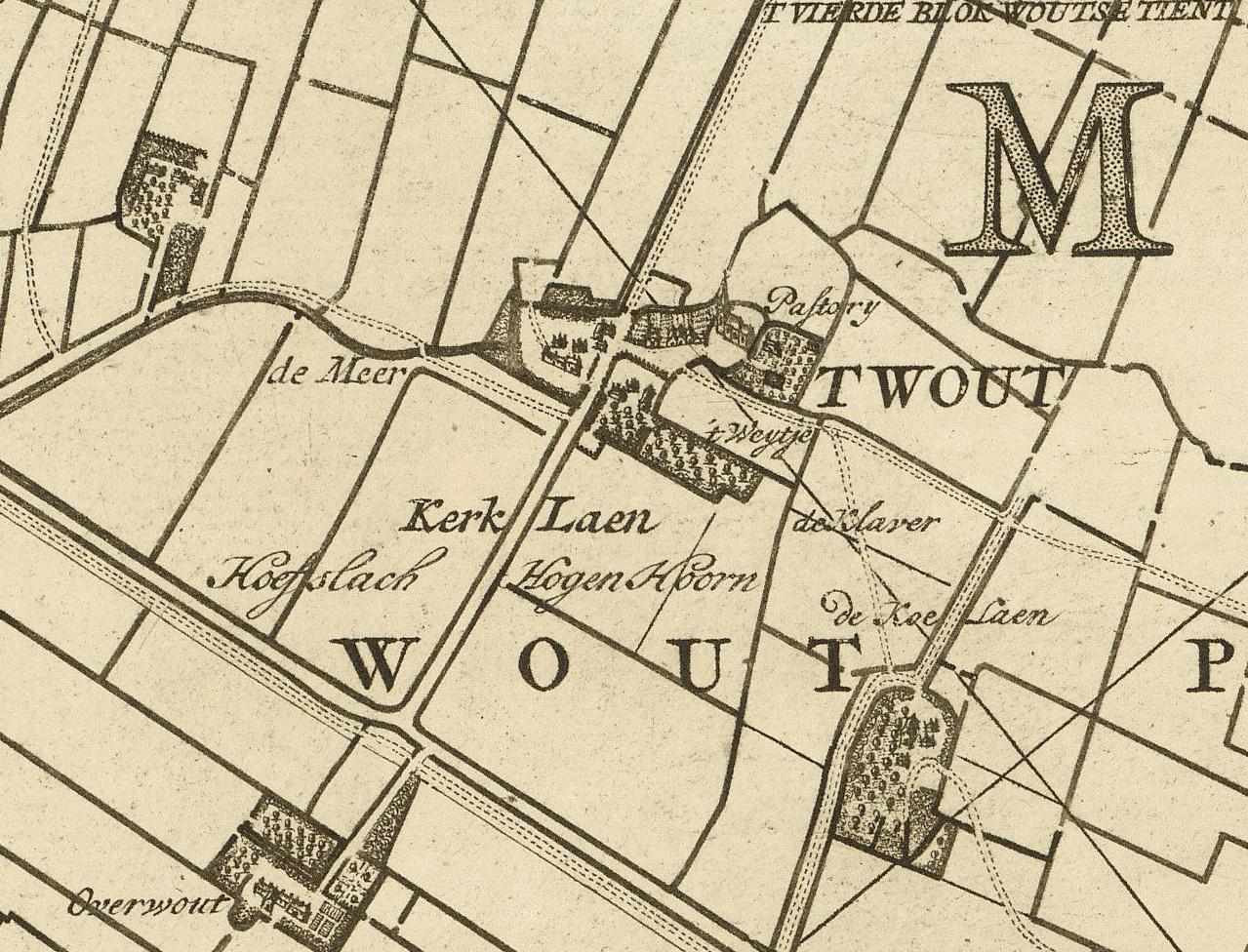
't Woudt op een kaart uit 1712

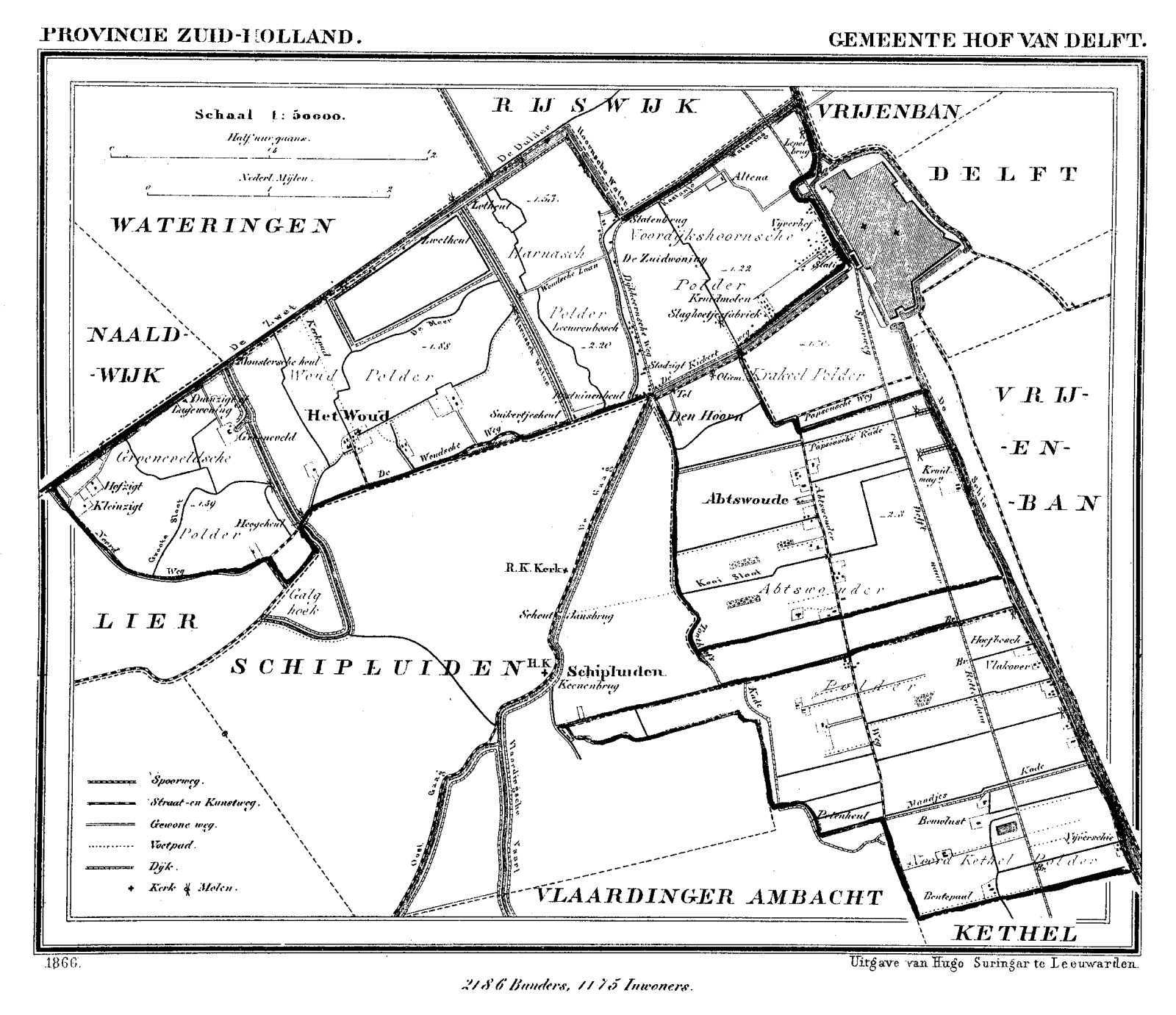
't Woudt en Hof van Delft circa 1870
Grotere versie

 't Woudt is een kerkdorp in de gemeente Midden-Delfland, in de Nederlandse provincie Zuid-Holland. Het dorp ligt tussen Den Hoorn en De Lier.

## Aanzicht
Het dorp, dat vaak omschreven wordt als schilderachtig dorpje tussen de weilanden, wordt reeds in 1277 genoemd. Het is een klein dorp dat bestaat uit een laatgotisch kerkje, een paar boerderijen, enkele huizen, een herberg/café, een pastorie en een kosterswoning. In 2023 woonden er 33 mensen: in 2022 werd er voor het eerst in tientallen jaren een baby geboren.Het gehele dorp is beschermd dorpsgezicht.

## Geschiedenis
't Woudt maakte deel uit van de grafelijke Hof van Delft van waaruit de ontginning omstreeks 1150 op touw werd gezet. Bartholomeus van der Made had in de 13e eeuw 't Woudt in leen van graaf Floris V. In 1277 gaf de graaf de parochianen van 't Woudt het recht om de eigen pastoor voor te dragen. Dit was een belangrijk voorrecht dat maar zelden werd verleend. 't Woudt telde in 1561 twee boerderijen, negen huisjes, een herberg, een pastorie en een kosterswoning. Het unieke is, dat dit aantal in de loop der tijden nauwelijks is veranderd. Op oude kaarten is te zien dat het patroon van de bebouwing tot op de dag van vandaag gelijk is gebleven.
In 1475 was Karel de Stoute, graaf van Holland op doortocht door het dorp, waar hij hartelijk ontvangen werd door leenman Aam van der Burch. Hij deed een royal gebaar naar de graaf toe door zijn 12 volwassen zonen aan te bieden om hem te dienen.
't Woudt had ook een school, die zo'n goede naam had, dat niet alleen de Woudtse jongeren, maar ook kinderen van elders ernaartoe kwamen. Het achterhuis van de huidige kosterswoning deed tot 1874 dienst als school.
De oudste boerderij van het kerkdorp is de Hofwoning. Bijzonderheid: van deze boerderij zijn sinds 1450 de hoofdbewoners bekend.  
't Woudt werd op 1 januari 1812 opgericht als zelfstandige gemeente onder toevoeging van de Bataafse gemeenten Groeneveld, Hoog- en Woud-Harnasch en een gedeelte van Hof van Delft. Op 1 april 1817 werden deze toevoegingen ongedaan gemaakt en werd de gemeente 't Woudt opgeheven en weer opgedeeld over deze drie gemeenten.

## Bereikbaarheid
't Woudt is bereikbaar door op de A4 de afslag De Lier te nemen en de borden De Lier te volgen. Na anderhalve kilometer op Woudseweg (N223) is de afslag naar 't Woudt.

## Galerij

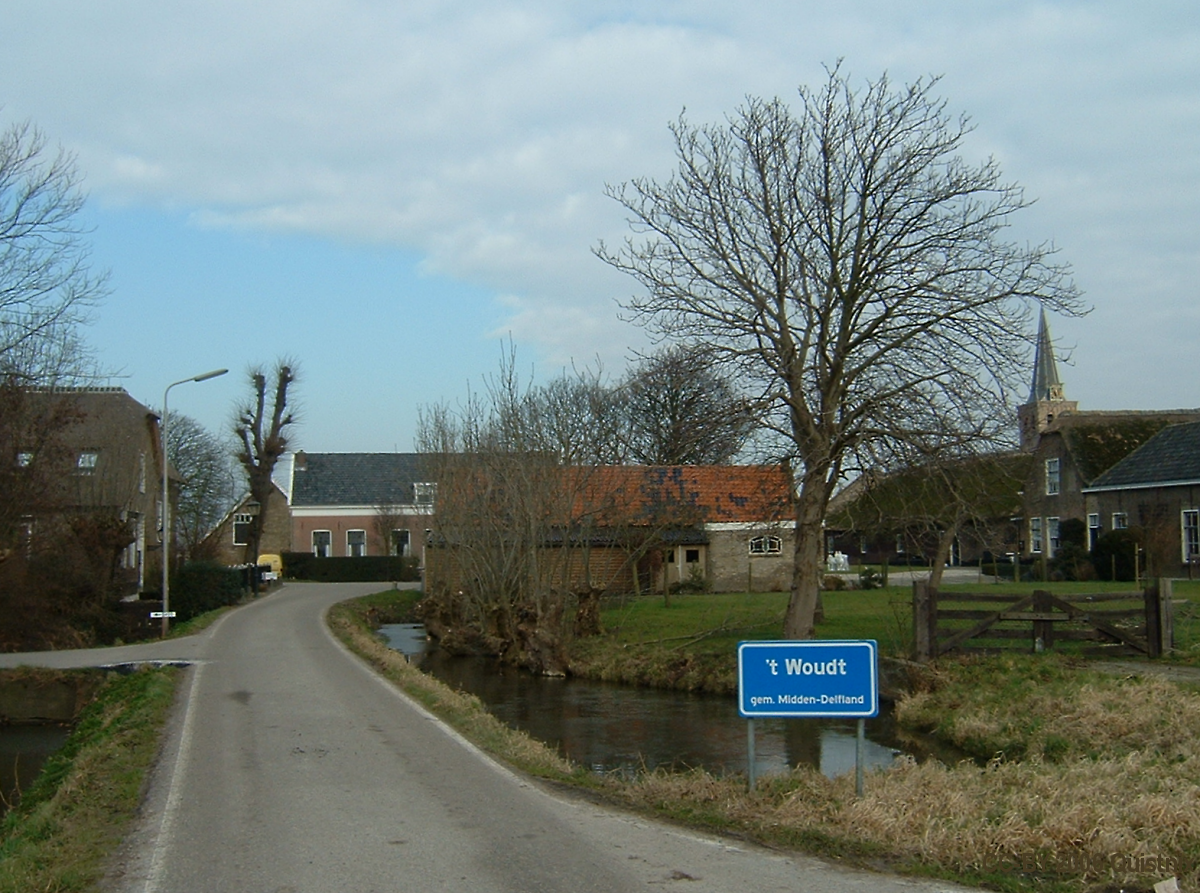
Enige toegangsweg tot 't Woudt
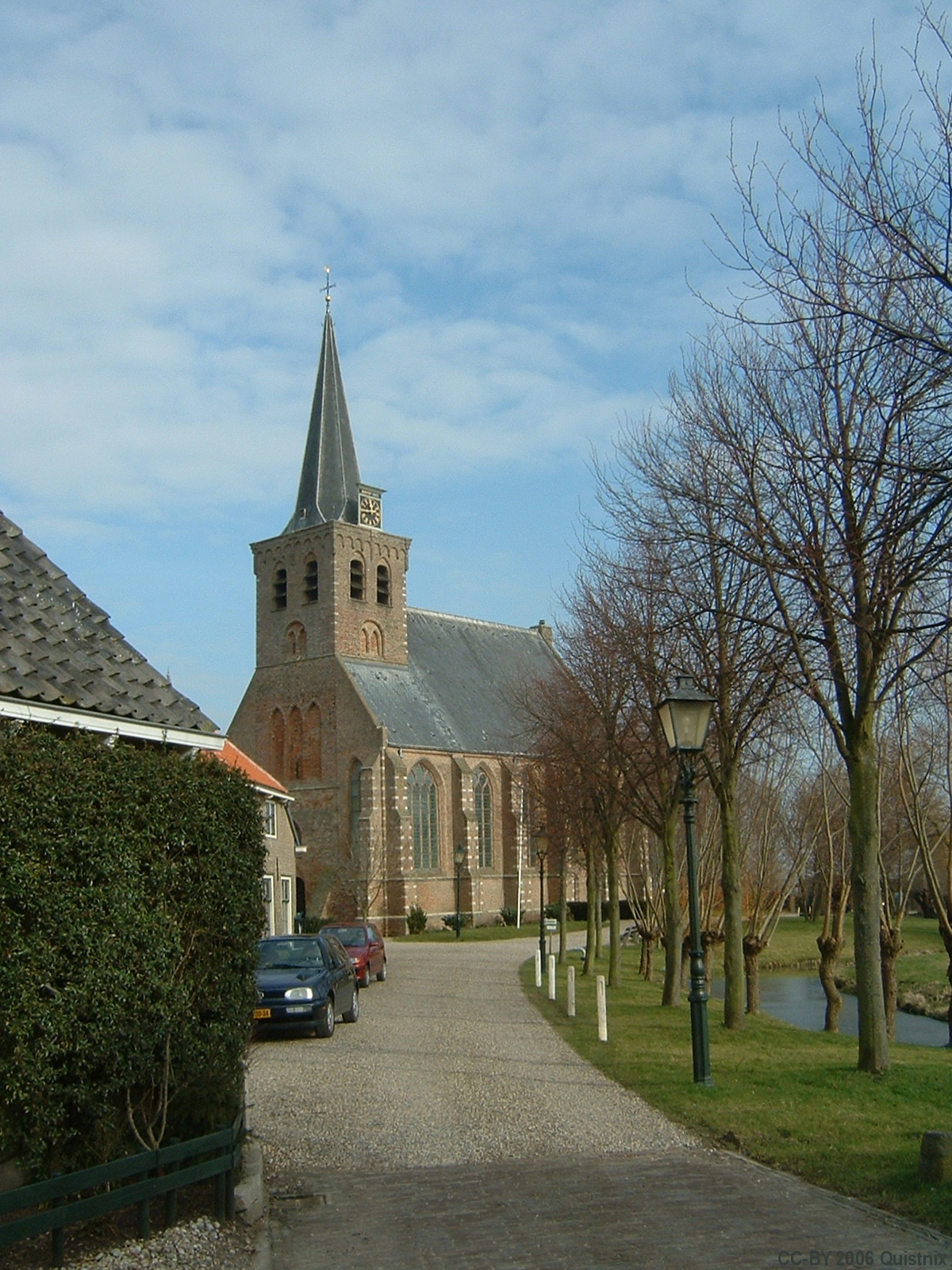
Dorpskerk
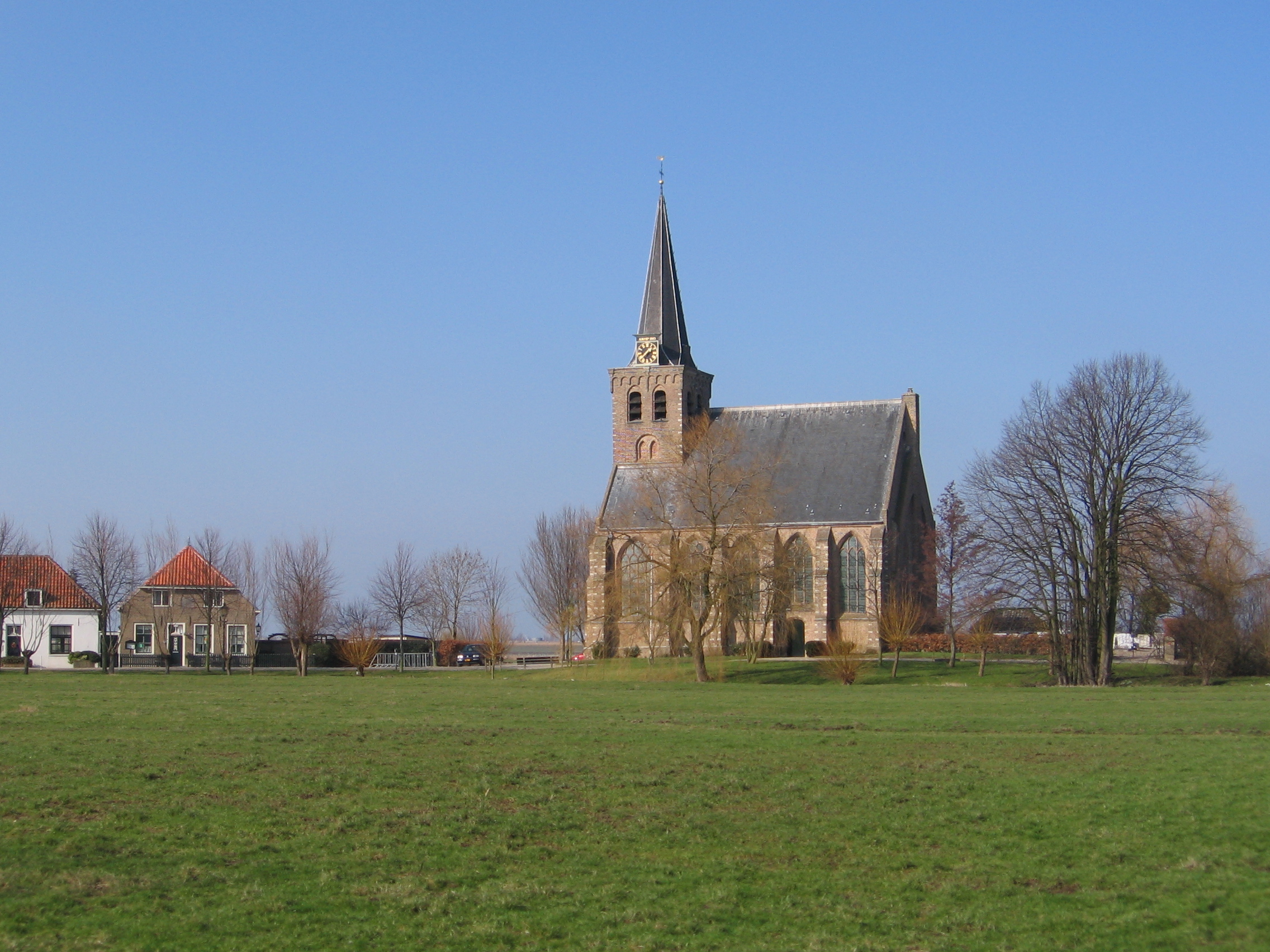
Dorpskerk
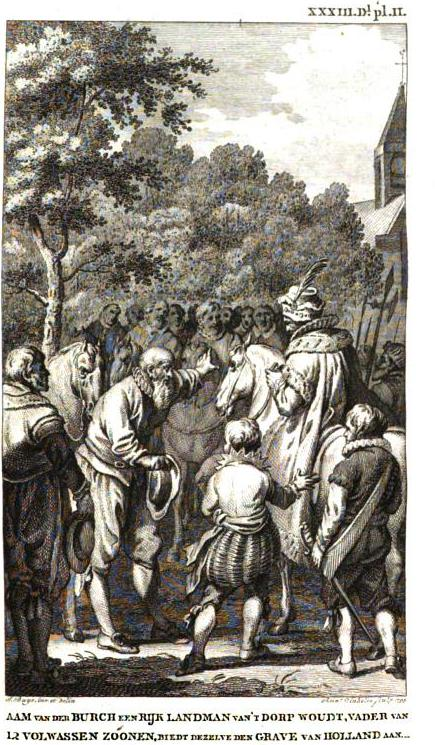
Van der Burch biedt Karel de Stoute zijn 12 zonen aan